# Amphiascus elongatus
Amphiascus elongatus är en kräftdjursart som beskrevs av Ito 1972. Amphiascus elongatus ingår i släktet Amphiascus och familjen Diosaccidae. Inga underarter finns listade i Catalogue of Life.